# 송도 아메리칸타운 더샵
송도 아메리칸타운 더샵(영어: Songdo American Town The Sharp)은 대한민국 인천광역시 연수구 송도국제도시 (송도동)에 건설중인 초고층 아파트 단지이다. 2021년에 착공하여 2025년 6월에 완공했다. 총 4개동인 아파트 1개동과 오피스텔 3개동으로 구성되어 있는데 아파트는 지상 70층, 지하 3층, 높이는 248m고 오피스텔은 지상 47층, 지상 10층이고 지하 3층이다. 아파트에는 총 498세대와 오피스텔에는 총 661실세대가 들어선다.
포스코건설이 짓는 송도 아메리칸타운 사업이다. 주변에는 놀이터, 주민운동시설 등이 있다.

## 역사
송도 아메리칸타운 더샵 개발 전 송도 아메리칸타운은 2012년 9월에 계획이 있었고 2013년 11월 7일 기공식을 열였고 2015년 6월 30일 쉐라톤 그랜드 인천 호텔에서 착공 기념했다. 2016년 11월 분양이 완료되었고 2018년 10월 25일에 준공하여 1단계가 완료되었다. 이후 송도 아메리칸타운 2단계를 계획한다. 초기 조감도가 1부터 2까지 있는데 현대산업개발이 시공사로 있을때 조감도가 만들어졌다. 최종 조감도 발표 후 분양이 2021년에 이루어졌고 착공 후 2025년 6월에 완공 했다.

## 구성
| 동 명칭 | 층수 |
| ------- | ---- |
| 201동   | 70층 |
| 202동   | 46층 |
| 203동   | 10층 |

## 높이
인천에서 개발하는 최고층 마천루는 최고 70층, 높이 247m로 되어있고 인천에서 최고층 아파트가 들어선다. 송도 더샵 퍼스트월드(1동, 3동, 4동, 6동, 67층, 237m)보다 높다. 완공되면 인천에서 가장 높은 아파트가 된다. 인천에서 2번째로 높은 마천루가 된다. 오피스텔의 층수는 송도 센트로드 오피스텔(45층)보다 높다.

## 특징
초기 조감도 2개와 현대산업개발이 시공사로 선정했을때 조감도가 있다. 그리고 최종 조감도가 공개되었는데 분양이 이루어졌다. 목표는 인천에서 최고층 아파트를 짓는것이다. 층수는 70층으로 되어있고 높이는 247m로 되어있다.  주차대수는 아파트, 747대(세대당 1.5대) 오피스텔 683대(세대당 약 1.1대)다.

## 내부 시설

### 아파트
| 층수                | 시설                 |
| ------------------- | -------------------- |
| 68층 ~ 70층         | 아파트               |
| 67층                | 아파트, 스카이라운지 |
| 51층 ~ 66층         | 아파트               |
| 50층                | 피난안전구역         |
| 21층 ~ 49층         | 아파트               |
| 20층                | 피난안전구역         |
| 4층 ~ 19층          | 아파트               |
| 2층 ~ 3층           | 주민공동시설         |
| 1층                 | 로비, 주민공동시설   |
| 지하 3층 ~ 지하 1층 | 지하주차장           |

### 오피스텔
| 층수                | 시설                   |
| ------------------- | ---------------------- |
| 21층 ~ 47층         | 오피스텔               |
| 20층                | 피난안전구역           |
| 4층 ~ 19층          | 오피스텔               |
| 2층 ~ 3층           | 주민공동시설, 판매시설 |
| 1층                 | 로비, 판매시설         |
| 지하 3층 ~ 지하 1층 | 지하주차장             |

## 같이 보기
- 송도 아메리칸타운 더샵 오피스텔
- 대한민국의 마천루 목록
- 인천광역시의 마천루 목록